# Ключ на ръката
Ключ на ръката (на английски: armlock) в граплинга е единичен или двоен ключ на става, която хиперексира (пренапряга или огъва назад), хиперфлексира (преогъва) или хиперротира (презавърта) лакътната или раменната става.

## Видове
Ключът на ръката бива:
- shoulder lock – прекомерно огъва или завърта раменната става
- armbar – прекомерно обтяга лакътната става

В зависимост от гъвкавостта на ставата на човек, ключовете, които прекомерно извиват раменната става, също могат прекомерно да извият лакътната става и обратно.